# Sterminio sul grande sentiero
Sterminio sul grande sentiero (The Iroquois Trail) è un film del 1950 diretto da Phil Karlson.
È un film western statunitense con George Montgomery e Brenda Marshall. È basato sul romanzo del 1826 L'ultimo dei Mohicani di James Fenimore Cooper.

## Produzione
Il film, diretto da Phil Karlson su una sceneggiatura di Richard Schayer e un soggetto di James Fenimore Cooper (autore del romanzo), fu prodotto da Bernard Small per la Edward Small Productions e girato a Big Bear Lake, Big Bear Valley (San Bernardino National Forest) e nei Motion Picture Center Studios a Hollywood, in California, da inizio ottobre all'inizio di novembre 1949.

## Distribuzione
Il film fu distribuito con il titolo The Iroquois Trail negli Stati Uniti dal 16 giugno 1950 al cinema dalla United Artists.
Altre distribuzioni:
- in Svezia il 2 gennaio 1951 (Falköga)
- in Danimarca il 5 febbraio 1951 (Falkeøje besejrer forræderen)
- in Germania Ovest nell'ottobre del 1951 (Auf Winnetous Spuren)
- in Austria nell'agosto del 1952 (Auf Winnetous Spuren)
- in Finlandia il 10 ottobre 1952 (Haukansilmä)
- in Spagna il 2 febbraio 1953 (Senderos de guerra)
- in Argentina (Senderos de guerra)
- in Grecia (Monomahia iroon)
- in Brasile (Pista Cruenta)
- in Italia (Sterminio sul grande sentiero)
- nel Regno Unito (The Tomahawk Trail)

## Critica
Secondo il Morandini il film è un "western di serie B".